# Mumias
Mumias is een Keniase stad in de provincie Magharibi. De stad heeft een inwoneraantal van 32.965 (peildatum 1999 census) en is het centrum van de Mumias divisie in het district Butere-Mumias. De stad is verbonden met wegen naar Kakamega (oosten), Busia (westen), Bungoma (noorden), Butere (zuiden).

## Economie
Een van de grootste werkgevers is het bedrijf Mumias Sugar. Dit bedrijf is ook eigenaar van de topvoetbalclub Mumias Sugar FC. Vijf minuten buiten de stad op de weg naar Kakamega, ligt het ziekenhuis St. Mary's Hospital. Het wordt gemanaged door de Katholieke Kerk.

## Geschiedenis
De stad was het centrum van het koninkrijk Luhya in de staat Wanga. Koning Mumia, die in 1880 aan de macht kwam was de laatste koningen van Wanga. Mumias heeft een redelijk grote moslimgemeenschap, dat uniek is voor het westen van Kenia. Dit stamt nog uit de tijd dat de plaats een handelsroute was tussen Wanga en de Keniaanse kust.